# Gele ruit (verkeersteken)
Met een gele ruit of twee gele ruiten naast of boven elkaar wordt voor de scheepvaart het doorvaren van een vaste brug of het vaste gedeelte van een brug geregeld. 's Nachts een geel licht of twee gele lichten naast of boven elkaar. Het wordt door de wetgever aanbevolen bij voorkeur van deze doorvaartopening gebruik te maken.
Als een schip een vaste brug nadert waar boven een doorvaartopening een enkele gele ruit of een geel licht is gemonteerd, dan weet de schipper dat de doorvaartopening vrij is voor de doorvaart uit beide richtingen en dus moet opletten voor tegenliggers. Dan is aan de andere kant van de brug ook een gele ruit of een geel licht gemonteerd.
Zijn er echter twee van zulke ruiten of gele lichten naast of boven elkaar gemonteerd, dan is de doorvaart uit tegenovergestelde richting verboden. Dan is aan de andere kant van de brug een verbodsbord of een rode lamp gemonteerd.

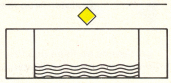
aanbevolen doorvaartopening, doorvaart uit de tegengestelde richting toegestaan
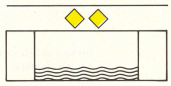
aanbevolen doorvaartopening, doorvaart uit de tegengestelde richting verboden
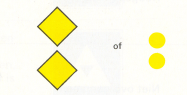
aanbevolen doorvaartopening, doorvaart uit de tegengestelde richting verboden
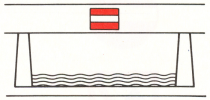
verboden doorvaartopening, doorvaart uit de tegengestelde richting toegestaan